# Répertoire de vedettes-matière de l'Université Laval

Logo du RVM

Le Répertoire de vedettes-matière de l'Université Laval (RVM) est un vocabulaire contrôlé constitué de quatre thésaurus documentaire, majoritairement bilingues. Il est conçu pour les indexeurs des milieux documentaires, les organisations qui souhaitent décrire le contenu de leurs documents ou de leurs produits et services, mais également pour toute personne qui souhaite préciser le vocabulaire en français et en anglais dans le cadre de ses travaux ou de ses recherches. Son objectif premier est d'« Indexer le savoir afin que les divers publics que servent les bibliothèques trouvent avec la plus grande précision l'information qu'ils recherchent ».
Le RVM est créé et mis à jour par la Section du Répertoire de vedettes-matière de la Bibliothèque de l'Université Laval à Québec, et contient plus de 300 000 notices d’autorités. Il est utilisé par plus de 200 bibliothèques et centres de documentation publics et privés au Québec, au Canada et dans d'autres pays, principalement en Europe.

## Historique
La création du Répertoire de vedettes-matière remonte à 1946 au moment où des bibliothécaires de l’Université Laval prennent l’initiative de réutiliser les notices catalographiques du National Union Catalog de la Library of Congress afin de décrire les documents de leur collection. Préfigurant le mouvement de traitement documentaire dérivé, la réutilisation de ces notices permet de réaliser des économies considérables malgré le temps consacré à leur traduction. C’est ainsi que se constitue peu à peu une liste de vedettes-matière en français, pour les besoins de description et d’accès aux ressources documentaires locales.
À la suite de la publication d’une première édition officielle en 1962, le RVM attire l’attention de grandes institutions documentaires québécoises et canadiennes qui y voient l’outil nécessaire pour systématiser et normaliser les modes de représentation des contenus de leurs collections. La Bibliothèque nationale du Canada adopte le RVM dans la version française de Canadiana, la bibliographie nationale canadienne, et lui confère le statut de norme nationale en 1974. Une entente officielle de collaboration entre les deux institutions est signée, et une première équipe de bibliothécaires entièrement destinée à la gestion intellectuelle du RVM est constituée à l’Université Laval.
C’est également à partir de 1974 que la Bibliothèque publique d’information établie à Paris commence à utiliser le Répertoire de vedettes-matière, qui entre alors sur les scènes française et internationale. En 1980, la Bibliothèque de l’Université Laval signe une entente de collaboration avec la Bibliothèque nationale de France pour l’utilisation du RVM à titre de corpus de base pour la création du Répertoire d’autorité matière encyclopédique et alphabétique unifié (RAMEAU), seul équivalent francophone du RVM encore à l’heure actuelle.
Le contenu et la structure du RVM témoignent de sa proche parenté avec les Library of Congress Subject Headings (LCSH), mais le RVM préserve malgré tout son autonomie. En plus de développer des vedettes originales, le RVM s’enrichit de vedettes dont les équivalents anglais proviennent d’autres fichiers sources, plus spécialisés que les LCSH. Cet enrichissement débute en 1978 avec les Canadian Subject Headings auxquelles s’ajoutent, en 1994, les Medical Subject Headings de la National Library of Medicine des États-Unis et le Art & Architecture Thesaurus (AAT) du J. Paul Getty Trust.
La 9e et dernière édition papier du RVM est publiée en 1983. Cette dernière constituait un premier guide d’utilisation des vedettes-matière. En 2008 paraît le Guide pratique du Répertoire de vedettes-matière de l'Université Laval, publié conjointement par l'ASTED (Association pour l'avancement des sciences et des techniques de la documentation) et l'Université Laval.
En 2010, le RVM met en ligne son premier site Web. En 2017, il lance sa nouvelle plate-forme Web qui permet d'accéder à des fonctionnalités de recherche et d'affichage plus performantes, à de nouveaux outils de soutien à l'indexation ainsi qu’à la traduction et à l’adaptation de trois nouveaux thésaurus développés par la Library of Congress : les Library of Congress Genre/Form Terms (LCGFT), le Library of Congress Medium of Performance Thesaurus for Music (LCMPT) et les Library of Congress Demographic Group Terms (LCDGT).

## Les thésaurus et leur utilisation

### Le RVM (Sujets)
Le RVM (Sujets) est un thésaurus encyclopédique dont les termes s'articulent les uns aux autres selon une syntaxe particulière. Il est une traduction et une adaptation des thésaurus suivants :
- Library of Congress Subject Headings (LCSH)
- Canadian Subject Headings (CSH) de Bibliothèque et Archives Canada
- Medical Subject Headings (MeSH) de la National Library of Medicine
- Art and Architecture Thesaurus (AAT) du J. Paul Getty Trust

Il contient également des autorités originales, uniques au RVM, ainsi qu’un lien d'équivalence avec le Répertoire d'autorité-matière encyclopédique et alphabétique unifié (RAMEAU) de la Bibliothèque nationale de France.
Le RVM (Sujets) comprend :
- des vedettes-matière de noms communs, de noms géographiques, d'édifices, d'événements et de certaines catégories de noms propres : dieux, ducs, noms de famille, langages de programmation, personnages fictifs et légendaires, sectes, etc. Une vedette-matière est un terme d’indexation constitué d’une tête de vedette seule ou d’une tête de vedette suivie d’une ou de plusieurs subdivisions, et dont la fonction est de représenter de façon précise le sujet d’un document
- des subdivisions de sujet, de forme, chronologiques et géographiques. Une subdivision est l’élément constitutif d’une vedette-matière, complémentaire à la tête de vedette et dont la fonction est de préciser le concept ou le sujet représenté par celle-ci.

Voici quelques exemples de vedettes-matière employées dans le catalogue de la Bibliothèque de l'Université Laval. Ces vedettes paraissent telles quelles dans le champ sujet des notices bibliographiques :
- Réseaux sociaux--Histoire--21e siècle
- Agriculture--Aspect économique--Modèles mathématiques
- Canada--Accords commerciaux--Mexique--Congrès
- Écriture--Philosophie--Ouvrages avant 1800
- Personnes âgées--Services communautaires de santé
- Génie nucléaire--Sécurité--Mesures

### Le RVMGF
Le RVMGF est une traduction et une adaptation des Library of Congress Genre/Form Terms (LCGFT). Il comprend des descripteurs de genre/forme, permettant le repérage des ressources par leur genre ou leur forme, élargissant ainsi les possibilités d’indexation et de repérage à différents types de documents.
Exemples :
- Romans historiques
- Films d'horreur
- Bandes dessinées de science-fiction
- Jeux de société
- Cartes topographiques
- Données géospatiales
- Catalogues d'exposition
- Rapports annuels

### Le RVMMEM
Le RVMMEM est traduction et une adaptation du Library of Congress Medium of Performance Thesaurus for Music (LCMPT). Il comprend des descripteurs de moyens d'exécution en musique destinés à représenter les instruments, les interprètes et les ensembles d'une partition musicale ou d'un enregistrement sonore. Ces descripteurs permettent notamment de décrire et de repérer les pièces musicales selon des critères précis relatifs à la présence du nombre de moyens d'exécution dans l'interprétation de la pièce recherchée.
Exemples :
- cithare
- djembé
- clarinette sopranino
- harpe celtique
- ensemble de flûtes
- chœur d'enfants
- baryton

### Le RVMGD
Le RVMGD est une traduction et une adaptation des Library of Congress Demographic Group Terms (LCDGT). Il comprend des descripteurs de groupes démographiques qui permettent de définir le public cible de la ressource indexée ou l'auteur/contributeur de l'œuvre.
Exemples :
- Adolescents
- Guadeloupéens
- Doctorants
- Écologistes
- Mères
- Ingénieurs
- Locuteurs du catalan
- Archéologues
- Bibliothécaires de référence